# 6 Horas de Silverstone 2013
Las 6 Horas de Silverstone 2013 fue un evento de carreras deportivas de resistencia celebrado en el Circuito de Silverstone cerca de Silverstone, Inglaterra los días 12 a 14 de abril de 2013. El evento sirvió como primera ronda del Campeonato Mundial de Resistencia 2013. El británico Allan McNish, el danés Tom Kristensen y el francés Loïc Duval ganaron la carrera por Audi, un poco más de tres segundos por delante de sus compañeros. El equipo británico Delta-ADR fue victorioso en la categoría LMP2, mientras que Aston Martin Racing aseguró las clases LMGTE Pro y LMGTE Am.
El fin de semana del evento fue compartido con el European Le Mans Series, que corrió las 3 Horas de Silverstone y el Campeonato de Fórmula 3 de la FIA.

## Clasificación
En las 6 Horas de Silverstone fue la primera instancia en la que el WEC utilizó un nuevo procedimiento de calificación en el que dos pilotos se requieren para establecer vueltas durante la sesión de calificación. La grilla se determinaría entonces promediando el total de las dos mejores vueltas fijadas por cada uno de los conductores. Después de la sesión de calificación de Silverstone, varios pilotos sentían que el nuevo formato era demasiado arriesgado ya que todos los equipos sólo tenían tiempo suficiente para hacer cuatro vueltas durante la sesión sobre una pista húmeda. La FIA anunció más tarde que la calificación se extendería por diez minutos para la siguiente ronda en Spa para permitir a los equipos más margen de maniobra.
Los ganadores de las poles en cada clase están marcados en negrita.
| Pos | Clase     | Equipo                         | Tiempo       | Grilla |
| --- | --------- | ------------------------------ | ------------ | ------ |
| 1   | LMP1      | No. 7 Toyota Racing            | 1:48.021     | 1      |
| 2   | LMP1      | No. 8 Toyota Racing            | 1:49.995     | 2      |
| 3   | LMP1      | No. 2 Audi Sport Team Joest    | 1:51.283     | 3      |
| 4   | LMP1      | No. 12 Rebellion Racing        | 1:52.124     | 4      |
| 5   | LMP1      | No. 1 Audi Sport Team Joest    | 1:53.488     | 5      |
| 6   | LMP1      | No. 13 Rebellion Racing        | 1:53.835     | 6      |
| 7   | LMP2      | No. 25 Delta-ADR               | 1:55.148     | 7      |
| 8   | LMP2      | No. 24 OAK Racing              | 1:57.629     | 8      |
| 9   | LMP2      | No. 26 G-Drive Racing          | 1:57.697     | 9      |
| 10  | LMP2      | No. 35 OAK Racing              | 1:58.729     | 10     |
| 11  | LMGTE Pro | No. 97 Aston Martin Racing     | 2:00.566     | 11     |
| 12  | LMGTE Pro | No. 99 Aston Martin Racing     | 2:00.722     | 12     |
| 13  | LMGTE Am  | No. 96 Aston Martin Racing     | 2:01.158     | 13     |
| 14  | LMGTE Pro | No. 91 Porsche AG Team Manthey | 2:01.308     | 14     |
| 15  | LMGTE Pro | No. 92 Porsche AG Team Manthey | 2:01.452     | 15     |
| 16  | LMGTE Pro | No. 51 AF Corse                | 2:01.512     | 16     |
| 17  | LMGTE Am  | No. 95 Aston Martin Racing     | 2:01.544     | 17     |
| 18  | LMP2      | No. 32 Lotus                   | 2:01.555     | 18     |
| 19  | LMGTE Pro | No. 71 AF Corse                | 2:01.803     | 19     |
| 20  | LMP2      | No. 31 Lotus                   | 2:02.144     | 20     |
| 21  | LMGTE Am  | No. 61 AF Corse                | 2:02.396     | 21     |
| 22  | LMP2      | No. 49 Pecom Racing            | 2:02.454     | 22     |
| 23  | LMGTE Am  | No. 81 8 Star Motorsports      | 2:02.513     | 23     |
| 24  | LMGTE Am  | No. 50 Larbre Compétition      | 2:02.862     | 24     |
| 25  | LMP2      | No. 47 KCMG                    | 2:02.991     | 25     |
| 26  | LMGTE Am  | No. 76 IMSA Performance Matmut | 2:04.176     | 26     |
| 27  | LMP2      | No. 41 Greaves Motorsport      | 2:04.491     | 27     |
| 28  | LMGTE Am  | No. 57 Krohn Racing            | 2:05.482     | 28     |
| 29  | LMP2      | No. 45 OAK Racing              | 2:10.475     | 29     |
| 30  | LMP1      | No. 21 Strakka Racing          | Sin Tiempo   | 30     |
| –   | LMGTE Am  | No. 88 Proton Competition      | No participó | 31     |

## Carrera
Resultados por clase
| Pos. general | Pos. clase | Clase     | N.° | Escudería               | Pilotos                                             | Automóvil                 | Vueltas | Tiempo/Retirado | Campeonato | Campeonato |
| Pos. general | Pos. clase | Clase     | N.° | Escudería               | Pilotos                                             | Automóvil                 | Vueltas | Tiempo/Retirado | Pos.       | Puntos     |
| LMP          | LMP        | LMP       | LMP | LMP                     | LMP                                                 | LMP                       | LMP     | LMP             | LMP        | LMP        |
| ------------ | ---------- | --------- | --- | ----------------------- | --------------------------------------------------- | ------------------------- | ------- | --------------- | ---------- | ---------- |
| 1            | 1          | LMP1      | 2   | Audi Sport Team Joest   | Tom Kristensen Loïc Duval Allan McNish              | Audi R18 e-tron quattro   | 197     | 6:00:01.686     | 1          | 25         |
| 2            | 2          | LMP1      | 1   | Audi Sport Team Joest   | André Lotterer Benoît Tréluyer Marcel Fässler       | Audi R18 e-tron quattro   | 197     | +3.462          | 2          | 18         |
| 3            | 3          | LMP1      | 8   | Toyota Racing           | Anthony Davidson Sébastien Buemi Stéphane Sarrazin  | Toyota TS030 Hybrid       | 196     | +1 vuelta       | 3          | 15         |
| 4            | 4          | LMP1      | 7   | Toyota Racing           | Alexander Wurz Nicolas Lapierre                     | Toyota TS030 Hybrid       | 196     | +1 vuelta       | 4          | 12         |
| 5            | 5          | LMP1      | 12  | Rebellion Racing        | Nicolas Prost Neel Jani Nick Heidfeld               | Lola B12/60 Coupé-Toyota  | 193     | +4 vueltas      | 5          | 10         |
| 6            | 6          | LMP1      | 13  | Rebellion Racing        | Andrea Belicchi Mathias Beche Congfu Cheng          | Lola B12/60 Coupé-Toyota  | 190     | +7 vueltas      | 6          | 8          |
| 7            | 1          | LMP2      | 25  | Delta-ADR               | Tor Graves Antônio Pizzonia James Walker            | Oreca 03-Nissan           | 184     | +13 vueltas     | 7          | 6          |
| 8            | 2          | LMP2      | 24  | OAK Racing              | Olivier Pla David Heinemeier Hansson Alex Brundle   | Morgan-Nissan             | 183     | +14 vueltas     | 8          | 4          |
| 9            | 3          | LMP2      | 49  | PeCom Racing            | Luis Pérez Companc Nicolas Minassian Pierre Kaffer  | Oreca 03-Nissan           | 179     | +18 vueltas     | 9          | 2          |
| 10           | 4          | LMP2      | 35  | OAK Racing              | Bertrand Baguette Ricardo González Martin Plowman   | Morgan-Nissan             | 179     | +18 vueltas     | 10         | 1          |
| 11           | 5          | LMP2      | 41  | Greaves Motorsport      | Chris Dyson Michael Marsal Tom Kimber-Smith         | Zytek Z11SN-Nissan        | 179     | +18 vueltas     | 11         | 0.5        |
| 13           | 7          | LMP2      | 26  | G-Drive Racing          | Roman Rusinov John Martin Mike Conway               | Oreca 03-Nissan           | 176     | +21 vueltas     | 12         | 0.5        |
| 27           | 8          | LMP2      | 45  | OAK Racing              | Jacques Nicolet Jean-Marc Merlin                    | Morgan-Nissan             | 154     | +43 vueltas     | 13         | 0.5        |
| Ret          | Ret        | LMP2      | 32  | Lotus                   | Thomas Holzer Dominik Kraihamer Jan Charouz         | Lotus T128                | 113     | Retirado        | Ret        | Ret        |
| Ret          | Ret        | LMP1      | 21  | Strakka Racing          | Nick Leventis Danny Watts Jonny Kane                | HPD ARX-03c-Honda         | 55      | Retirado        | Ret        | Ret        |
| Ret          | Ret        | LMP2      | 31  | Lotus                   | Kevin Weeda Vitantonio Liuzzi Christophe Bouchut    | Lotus T128                | 44      | Retirado        | Ret        | Ret        |
| LMP2         |            |           |     |                         |                                                     |                           |         |                 |            |            |
| 7            | 1          | LMP2      | 25  | Delta-ADR               | Tor Graves Antônio Pizzonia James Walker            | Oreca 03-Nissan           | 184     | 6:01:22.670     | 1          | 25         |
| 8            | 2          | LMP2      | 24  | OAK Racing              | Olivier Pla David Heinemeier Hansson Alex Brundle   | Morgan-Nissan             | 183     | +1 vuelta       | 2          | 18         |
| 9            | 3          | LMP2      | 49  | PeCom Racing            | Luis Pérez Companc Nicolas Minassian Pierre Kaffer  | Oreca 03-Nissan           | 179     | +5 vueltas      | 3          | 15         |
| 10           | 4          | LMP2      | 35  | OAK Racing              | Bertrand Baguette Ricardo González Martin Plowman   | Morgan-Nissan             | 179     | +5 vueltas      | 4          | 12         |
| 11           | 5          | LMP2      | 41  | Greaves Motorsport      | Chris Dyson Michael Marsal Tom Kimber-Smith         | Zytek Z11SN-Nissan        | 179     | +5 vueltas      | 5          | 10         |
| 12           | 6          | LMP2      | 47  | KCMG                    | Alexandre Imperatori Matt Howson Jim Ka To          | Morgan-Nissan             | 179     | +5 vueltas      | —          | —          |
| 13           | 7          | LMP2      | 26  | G-Drive Racing          | Roman Rusinov John Martin Mike Conway               | Oreca 03-Nissan           | 176     | +8 vueltas      | 6          | 8          |
| 27           | 8          | LMP2      | 45  | OAK Racing              | Jacques Nicolet Jean-Marc Merlin                    | Morgan-Nissan             | 154     | +30 vueltas     | 7          | 6          |
| Ret          | Ret        | LMP2      | 32  | Lotus                   | Thomas Holzer Dominik Kraihamer Jan Charouz         | Lotus T128-Praga          | 113     | Retirado        | Ret        | Ret        |
| Ret          | Ret        | LMP2      | 31  | Lotus                   | Kevin Weeda Vitantonio Liuzzi Christophe Bouchut    | Lotus T128                | 44      | Retirado        | Ret        | Ret        |
| LMGTE        |            |           |     |                         |                                                     |                           |         |                 |            |            |
| Pos. general | Pos. clase | Clase     | N.° | Escudería               | Pilotos                                             | Automóvil                 | Vueltas | Tiempo/Retirado | Campeonato | Campeonato |
| Pos. general | Pos. clase | Clase     | N.° | Escudería               | Pilotos                                             | Automóvil                 | Vueltas | Tiempo/Retirado | Pos.       | Puntos     |
| 14           | 1          | LMGTE Pro | 97  | Aston Martin Racing     | Darren Turner Stefan Mücke Bruno Senna              | Aston Martin Vantage V8   | 171     | 6:00:45.343     | 1          | 25         |
| 15           | 2          | LMGTE Pro | 71  | AF Corse                | Kamui Kobayashi Toni Vilander                       | Ferrari F458 Italia       | 170     | +1 vuelta       | 2          | 18         |
| 16           | 3          | LMGTE Pro | 99  | Aston Martin Racing     | Paul Dalla Lana Frédéric Makowiecki Pedro Lamy      | Aston Martin Vantage V8   | 170     | +1 vuelta       | 3          | 15         |
| 17           | 4          | LMGTE Pro | 92  | Porsche AG Team Manthey | Marc Lieb Richard Lietz Romain Dumas                | Porsche 911 RSR           | 170     | +1 vuelta       | 4          | 12         |
| 18           | 5          | LMGTE Pro | 51  | AF Corse                | Gianmaria Bruni Giancarlo Fisichella                | Ferrari F458 Italia       | 170     | +1 vuelta       | 5          | 10         |
| 19           | 1          | LMGTE Am  | 95  | Aston Martin Racing     | Christoffer Nygaard Kristian Poulsen Allan Simonsen | Aston Martin Vantage V8   | 169     | +2 vueltas      | 6          | 8          |
| 20           | 6          | LMGTE Pro | 91  | Porsche AG Team Manthey | Jörg Bergmeister Patrick Pilet Timo Bernhard        | Porsche 911 RSR           | 168     | +3 vueltas      | 7          | 6          |
| 21           | 2          | LMGTE Am  | 50  | Larbre Compétition      | Patrick Bornhauser Julien Canal Fernando Rees       | Chevrolet Corvette C6-ZR1 | 166     | +5 vueltas      | 8          | 4          |
| 22           | 3          | LMGTE Am  | 81  | 8 Star Motorsports      | Enzo Potolicchio Rui Águas Philipp Peter            | Ferrari F458 Italia       | 165     | +6 vueltas      | 9          | 2          |
| 23           | 4          | LMGTE Am  | 96  | Aston Martin Racing     | Roald Goethe Stuart Hall Jamie Campbell-Walter      | Aston Martin Vantage V8   | 165     | +6 vueltas      | 10         | 1          |
| 24           | 5          | LMGTE Am  | 88  | Proton Competition      | Christian Ried Gianluca Roda Paolo Ruberti          | Porsche 911 GT3 RSR       | 165     | +6 vueltas      | 11         | 0.5        |
| 25           | 6          | LMGTE Am  | 57  | Krohn Racing            | Tracy Krohn Niclas Jönsson Maurizio Mediani         | Ferrari F458 Italia       | 164     | +7 vueltas      | 12         | 0.5        |
| 26           | 7          | LMGTE Am  | 76  | IMSA Performance Matmut | Raymond Narac Christophe Bourret Jean-Karl Vernay   | Porsche 911 GT3 RSR       | 163     | +8 vueltas      | 13         | 0.5        |
| 28           | 8          | LMGTE Am  | 61  | AF Corse                | Jack Gerber Matt Griffin Marco Cioci                | Ferrari F458 Italia       | 139     | +32 vueltas     | 14         | 0.5        |
| LMGTE Am     |            |           |     |                         |                                                     |                           |         |                 |            |            |
| 19           | 1          | LMGTE Am  | 95  | Aston Martin Racing     | Christoffer Nygaard Kristian Poulsen Allan Simonsen | Aston Martin Vantage V8   | 169     | 6:01:33.606     | 1          | 25         |
| 21           | 2          | LMGTE Am  | 50  | Larbre Compétition      | Patrick Bornhauser Julien Canal Fernando Rees       | Chevrolet Corvette C6-ZR1 | 166     | +3 vueltas      | 2          | 18         |
| 22           | 3          | LMGTE Am  | 81  | 8 Star Motorsports      | Enzo Potolicchio Rui Águas Philipp Peter            | Ferrari F458 Italia       | 165     | +4 vueltas      | 3          | 15         |
| 23           | 4          | LMGTE Am  | 96  | Aston Martin Racing     | Roald Goethe Stuart Hall Jamie Campbell-Walter      | Aston Martin Vantage V8   | 165     | +4 vueltas      | 4          | 12         |
| 24           | 5          | LMGTE Am  | 88  | Proton Competition      | Christian Ried Gianluca Roda Paolo Ruberti          | Porsche 911 GT3 RSR       | 165     | +4 vueltas      | 5          | 10         |
| 25           | 6          | LMGTE Am  | 57  | Krohn Racing            | Tracy Krohn Niclas Jönsson Maurizio Mediani         | Ferrari F458 Italia       | 164     | +5 vueltas      | 6          | 8          |
| 26           | 7          | LMGTE Am  | 76  | IMSA Performance Matmut | Raymond Narac Christophe Bourret Jean-Karl Vernay   | Porsche 911 GT3 RSR       | 163     | +6 vueltas      | 7          | 6          |
| 28           | 8          | LMGTE Am  | 61  | AF Corse                | Jack Gerber Matt Griffin Marco Cioci                | Ferrari F458 Italia       | 139     | +30 vueltas     | 8          | 4          |

Fuentes: FIA WEC.